# 이토 시즈카
이토 시즈카(일본어: 伊藤 静, 1980년 12월 5일 ~ )는 일본의 여성 성우이다. 켄 프로덕션 소속이며 스쿨 듀오 3기생(2002년 데뷔). 애칭은 '시즈카사마'.(시즈카)고젠'; 개운☆야망신사에서 '이시즈카'라는 애칭으로 불린 적도 있다.
같은 성우인 나바타메 히토미와 함께 성우 유닛 「나바타메 히토미와 이토 시즈카」를 결성했다. 유닛으로서의 애칭은 「히토시즈쿠(ひとしずく)」.
주요 출연작은 『얏타맨(리메이크)』의 얏타맨2호(카미나리 아이),『디 그레이맨』의 리나리 리,『조이드 제네시스』의 코토나 엘레강스,『천원돌파 그렌라간』의 부타와 다리,『네가 주인이고 집사가 나』의 쿠온지 신라,『하야테처럼!』의 카츠라 히나기쿠등.

## 프로필
- 취미는 스쿠버다이빙, 게임, 애니메이션 감상, 술, 낚시
- 라디오,이벤트 등에서 나타나는 성격은, 시원스러우며 그야말로 누님. 주로 연상계 언니(누나)역이지만, 색기있는 역도 많기 때문에 연기의 폭도 넓다.
- 퍼스널리티가 되는 프로그램에서는 주로 상황설명을 하는 태클을 넣는 역할을 맡는다.
- 중학생 시절에는 비뚤어졌었던 것 같다. 하지만 성우팬들 사이에서 화자가 되었던 양아치설은(절대로 품행이 방정하지는 않았다고 인정하면서도)스스로 확실히 부정.
- 전 코스튬 플레이어. '네기마 라디오'에 게스트로 출연했을 때 모 홈페이지에 남아있던 사진으로 발각되었다. 본인은, 코스튬 플레이어였던 과거를 잊고 싶어하는 듯하다.
- 소속 사무소 선배인 이노쿠치 유카왈, 「키스마(魔)」(여성한정)인 듯하다. 카나이 미카로부터 이어지는 「켄프로 DNA」에 의해 바디 터치(주로 가슴)를 커뮤니케이션의 수단으로서 여자성우에게 강요하는 일도 있다.
- 프로레슬링을 매우 좋아하고 특히 '프로레슬링・노아'사장인 미사와 미츠하루의 팬이다. 다시 태어난다면 남자가 되어서 프로레슬러가 되고싶다고 할 정도이다.
  - 그 「노아」의 본거지인 '디파 아리아케(ディファ有明)'에서 개최된 『Radio ToHeart2』와『칭송받는자 라디오』의 합동공개녹음 때에는, 미사와의 이미지 컬러인 녹색의 원피스차림으로 등장했을 정도로 매우 기뻐했다. 덤으로 『칭송받는자 라디오』부분의 게스트로서 등장했을 때에는 『칭송받는자』의 주인공, 하쿠오로의 가면을 하쿠오로 역의 코야마 리키야와 함께 쓴 것이, 관객의 반향을 불러 일으켰다.
- 이런저런 호칭이 있다. 나츠키 리오, 이시즈카 사요리는「시-쨩」이라고 부르고 있다.
- 사인에는 곰의 일러스트가 들어가 있다.

## 에피소드
- 부모가 부동산업을 경영하는 유복한 가정의 출신으로, 중학생 때 부모님께 구찌의 지갑을 선물 받았다.('しずかとゆかのもちつもたれつ'에서)
- 3남매 중 막내로, 3살 위의 오빠, 2살 위의 언니가 있다.
- 예전에 피어스를 했었지만, 금속알레르기 때문에 할 수 없이 단념했다.
- 고등학교 졸업 뒤, 1년정도 지인의 게임가게에서 일하며, 프리터 생활을 했다.('라디오 펌프킨시저스 이곳은육정3과방송국' 22회에서)
- 스쿨듀오시절, 한 쪽 귀의 청력이 성우활동에 지장을 줄 정도로 악화되어, 수술을 받은 적이 있다. 어느 정도 회복은 되었지만, 지금도 그다지 청력이 좋지는 않다.(스쿨듀오방송국 2005/12/8 갱신분에서)
- 평소에는 눈이 나빠 콘텍트렌즈를 애용하고있다. 하지만, 렌즈를 계속 넣은 채로 지내곤 해서 주변 사람들에게 주의를 받는다. 그 때문인지 안경을 착용할 때도 있다.
- 'teranoid&MCnatsack'의 앨범 『teranoid overground edition』에 이야기 담당으로 참가하고 있지만, 그 이야기가 '시끄럽다', '불필요하다'라고 같은 아티스트의 팬들로부터 혹평을받았다. 당연하게도 이토 시즈카 본인은 자신이 맡은 역할을 수행한 것뿐으로, 잘못한 건 없다. (이야기가 그 아티스트의 음악이나 이미지에 맞지 않았던 것이 원인으로서, 앨범의 콘셉트 착오에 해당하는 비판이 이토 시즈카에게 옮겨간 형태이다. 실제로 나중에 발매된 『teranoid overground edition 1.04』에 그 이야기가 샘플링되어서 사용되어 있지만, 그다지 비판의견은 없었다.)
- TV 생방송 '오하스타(おはスタ)'에서 살아있는 뱀을 웃는 얼굴로 움켜잡을 정도의 담력의 소유자이지만, 의외로 허술한 부분도 많다. 특히 귀신, 유령같은 부류는 정말로 무서워 한다고.
- 좋아하는 게임은 '파이널 판타지'시리즈로, 그 중에서도 특히 MMORPG인 '파이널판타지XI'을 좋아한다.
- Radio ToHeart2의 메인 퍼스널리티였을 때, 가끔 오치아이 유리카의 목소리를 흉내냈는데, 컨디션이 좋은 날에는 오치아이 유리카 본인도 착각할 만큼 비슷했다. 하지만 귀여운 행동을 계속하는데 지치는지, 도중에 질려 관두는 경우가 많았다.
- 게임 『슈퍼로봇대전(スーパーロボット大戦)』시리즈에의 출연이 장래의 꿈으로서, 로봇 애니메이션에 출연하길 희망하고 있다. 연재 애니메이션 『조이드 제네시스(ゾイドジェネシス)』『천원돌파 그렌라간(天元突破グレンラガン)』에 출연하였으나, 전자는 타라카 토미의 주력상품, 후자는 판권에 코나미가 관여하고 있어서 이 작품들에서의 참전은 절망적이다. 또한, 아이돌 성우로 취급받는 점도 있어서, 반프레스토 오리지널 캐릭터로서의 출연도 반프레스토측이 아이돌 성우를 그다지 가용하지 않는 전례가 있어서, 가능성은 그다지 높지 않다고 생각되고 있다. (예외는 타카하시 미카코와 『제3차 슈퍼로봇대전 알파 종언의 은하로(第3次スーパーロボット大戦α 終焉の銀河へ)』에 미나키 토미오 역으로 출연한 마츠키 미유뿐이지만, 타카하시 미카코는 이전 반프레스토 산하에 있던 뮤라스에 소속되어 있었고 마츠키 미유는 아이돌 성우라는 것을 부정하고 있다) 다만, 반프레스토는 지금까지 시리즈의 팬으로서 출연을 열망해 왔던 성우를 실제로 기용한 예가 몇번인가 있다. (단, 본인의 희망으로 기용된 것은 남성성우인 이나다 테츠, 타이 유우키로서, 여성은 아직 한명도 없다.)
- 나바타메 히토미나 아사카와 유우, 이노쿠치 유카, 코야마 키미코, 우에다 카나, 와타나베 아케노, 타카하시 미카코, 오오하라 사야카등과 친분이 깊어 블로그같은 곳에 자주 등장한다. 그밖에도 많은 성우들과 친분이 있다.
- 이상형은 '매력 포인트인 이마를 맡기고 싶어지는, 넓고 든든한 등을 가진 남성'이라고 한다.
- 관서지방 사투리를 쓰는 사람을 좋아한다고 한다. ('Radio ToHeart2'에서)

### 술과 관련된 이야기들
- 술주정 레벨
  1. 마셔도 평범하게 반응하고, 평범하게 대화를 한다.
  2. 목소리가 커진다.
  3. 의미없이 사람을 팡팡 때린다.
  4. 운다.
- 술을 굉장히 좋아한다. 본인 왈 "내 몸의 반은 술로 되어있다." 라고. 나바타메 히토미에게는 '주정뱅이'라고 불린 적도 있다.
- 술에 취해서 전혀 모르는 사람을 친구로 착각해 '점핑 니(Jumping Knee)'공격을 한 적이 있다. 어느 애니메이션 쫑파티(打ち上げ)에서는 술에 취해 디렉터의 얼굴을 무릎으로 공격해, 그에 대한 반격으로 뺨을 맞아 코피를 흘렸다고 한다. 그 사건 이래 잠시 동안 자숙했다고.
- 사무소로부터의 전화를 받을 때 "지금 집입니다."라고 대답해도 실제로는 선술집에 있는 경우가 많다. 그때 나무젓가락 포장지에 메모를 하지만, 그 포장지를 자주 잃어버린다.
- 『웹라디오 마리아님이 보고계셔』내에서、이케자와 하루나와 우에다 카나로부터, 본인도 모르는 사이에 '술관리(酒代官)'라는 칭호를 받아버렸다. 또, 우에다 카나는 "라디오에서 말할 수 없는 엄청난 주정을 한다." 라고 말하기도 했다.
- 『작안의 샤나』애프터 레코딩(アフレコ) 후의 쫑파티에서, 견학하러 와 있던 이토 노이지(원작작화담당)와 사사쿠라 아야토(만화판 작가)에게 안기기도 했다.(만화판 『작안의 샤나』2권 애프터 레코딩 리포트 만화에서)
- 술친구인 와타나베 아케노 왈, '술마시러 가서 혼자서 제대로 집에 돌아간 적이 두번밖에 없다'고. ('아사라지'에서)
- 술을 마시다가 필름이 끊어져서, 택시에 태워줘서 집까지 돌아와서도 방에 들어가기 전에 힘이 다해서 문 밖에서 잠들어버린다.(라디오 '아니스파!' 164화에서)
- 애프터 레코딩 현장에서 선배의 태클(ツッコミ)이나 휴대폰 문자의 내용이 술에 관련된 내용뿐이어서, 슬슬 '이토 시즈카=술'이라는 이미지에서 벗어나고 싶다고 생각하고 있다.('웹 라디오 마리아님이 보고계셔'에서)
- 웹라디오 방송 『☆개운☆야망신사☆』의 '나바이토가..벤다!(なばいとが…斬る!)' 코너의 벌칙 게임이었던 '타이 고대식 다리 맛사지'에서 엄청난 아픔에 절규, 담당했던 맛사지사에게서 과음을 지적받았다. 그 외에도 이토 시즈카의 몸 몇군데에 문제가 지적되었다. 또한 이노쿠치 유카와 다리 맛사지를 받으러 갔을 때, '거기 아파요!'라고 반응한 곳이 간에 해당하는 곳이었다.
- 술에 취해 휴대전화를 잃어버려, 그 다음날 새로 휴대전화를 구입했다 (잃어버린 휴대전화는 며칠 뒤 발견되어 본인의 손에 돌아왔다). ('☆개운☆야망신사☆'에서)
- (술에 취해)집으로 돌아가는 전철 안에서 군고구마를 먹고 있는데 옆에 있는 아저씨가 자신을 빤히 쳐다보자 '군고구마가 먹고싶은건가?'라고 생각해, 고구마를 반으로 쪼개 '여기요'하고 건네주자, 고구마에 대한 보답으로 모나카를 2개 받았다고 한다. 받은 모나카를 먹으며 왜인지 나바타메 히토미에게 보고했다고.('아니스파' 164회에서)
- 술을 마시는 것도 물론 좋아하지만, 술을 마시는 장소의 분위기나, 취한 상대로부터 평소에는 들을 수 없었던 이야기를 듣거나 하는 것에서 기운을 낸다고 한다.('행복의 향신료(シアワセノスパイス)'에서)

## 출연작

### TV 애니메이션
주역이나 메인캐릭터는 '굵게'표시
2003년
- 카레이도 스타 새로운 날개 (마기)
- 겟 백커스 (여고생)
- 바스토프 레몬 (티엘)
- 진월담 월희 (토노 아키하)
- TEXHNOLYZE (란)

2004년
- 아쿠아 키즈 (라라미,스레아)
- 연풍(恋風) (아케사카 사토미, 4살때의 코지로 외)
- 마리아님이 보고 계셔 (하세쿠라 레이)
- 마리아님이 보고 계셔 ~봄~ (하세쿠라 레이)

2005년
- 오! 나의 여신님 (사철(砂鉄)인형)
- 딸기 마시마로 (야다 케이코)
- 영국 사랑 이야기 엠마 (하우스메이드)
- 학원 앨리스 (너구리)
- 유리가면(동경 무비판) (오토베 노리에)
- 건퍼레이드 오케스트라 (료타)
- Canvas2~무지개 빛의 스케치~ (타마루 히카리)
- 공각기동대 S.A.C. 2nd GIG (경관)
- 극상생도회 (미우라)
- 금색의 갓슈!! (엘리자베스,치타)
- 스타쉽 오퍼레이터즈 (코우즈키 시논)
- 조이드 제네시스 (코토나 엘레강스, 사이코, 린나 엘레강스)
- SoltyRei (실비아)
- 츠바사 크로니클 (춘향)
- 투하트2 (코사카 타마키)
- 마법선생 네기마 (카키자키 미사)
- 마호라바 ~Heartful Days~ (오컬트 부장, 치구사 아사히)

2006년
- 모레의 방향 (노가미 쇼코)
- 두근두근 비밀친구 (아오모리 아코, 토끼, 포테테츄트, 야요이군)
- 위치블레이드 (츠즈키 시오리)
- 윈터 가든 (여점원A)
- 유리함대 (시르아=모에=실버넬)
- 지옥소녀 (하야시 노리코)
- 작안의 샤나 (빌헬미나 카멜)
- 소년음양사 (후지와라노 케이코)
- 츠바사 크로니클 (춘향)
- 디 그레이맨 (리나리 리, 레로(논크레딧))
- .hack//Roots (사부로)
- 토나그라! (세리자와 미우)
- 네기마!? (카키자키 미사) - 제16화의 서브타이틀표지(첫 번째장)과 제공 일러스트(오프닝 이후)도 담당
- 팟타 폿타 몬타 (플로라)
- 해피니스! (카미죠 사야)
- 펌프킨 시저스 (앨리스.L.말빈)
- 두 사람은 프리큐어 Splash Star (이즈미다 부장, 오카이 선생님)
- xxxHOLiC (쿠노기 히마와리)
- MÄR-메르헤븐- (리리스)
- 새벽녘 전보다 유리색인 Crescent Love (리슬릿 노엘/피아카 마르그리트)

2007년
- 엘 까사도르 (나디)
- 바람의 스티그마 (쿠도 나나세)
- 월면토병기 미나 (코슈 스이렌/오오츠키 미나)
- 작안의 샤나 II (빌헬미나 카멜)
- 스카이 걸즈 (이치죠 에이카)
- 스케치북 ~full color's~ (하-)
- DARKER THAN BLACK -흑의 계약자- (앨리스)
- D.C. 다카포 II (코우사카 마유키)
- 천원돌파 그렌라간 (부타, 다리)
- 소녀왕국 표류기 (치카게)
- 바카노! (작업복의 여자, 레이첼)
- 하야테처럼! (카츠라 히나기쿠)
- BUZZER BEATER (이오)
- 마법소녀 리리컬 나노하 Striker'S (샤리오 피니노, 오토, 디드)
- 렌탈마법사 (쿠로하 마나미)
- 완간MIDNIGHT (여자아이)

2008년
- 네가 주인이고 집사가 나 (쿠온지 신라)
- 얏타맨 (얏타맨 2호/아이쨩(2대))
- D.C. 다카포 II 세컨드 시즌 (코사카 마유키)
- 우리 집의 여우신령님 (미야베 모미지)
- xxxHOLiC◆계 (쿠노기 히마와리)
- BLASSREITER (어맨다)
- 어떤 마술의 금서목록 (칸자키 카오리)
- ef - a tale of melodies. (히로노 나기)
- 노다메 칸타빌레 파리편 (타냐/타치아나 비시뇨바)

2009년
- 마리아님이 보고 계셔 4th (하세쿠라 레이)
- 타유타마 (키사라기 미후유)
- 바스쿼시 (세라 D. 미란다)
- 사키 (타케이 히사)
- 하야테처럼! (카츠라 히나기쿠)
- 첫사랑 한정 (에노모토 케이)

2010년
- 언젠가는 대마왕 (에토 후지코)
- 오오카미 씨와 7명의 동료들 (오오카미 료코)
- 아마가미SS (모리시마 하루카)
- WORKING!! (타카나시 코즈에)
- 하트캐치 프리큐어! (쿠루미 모모카)
- 어떤 마술의 금서목록 2 (칸자키 카오리)
- 포켓몬스터 베스트위시 (벨)

2011년
- 소프테니 (아키야마 치토세 (秋山 千歳))
- 로큐브! (타카무라 미호시)
- 작안의 샤나 III (빌헬미나 카멜)
- WORKING'!! (타카나시 코즈에)
- 진지하게 날 사랑해!! (크리스티아네 프리드리히)
- 벨제부브 (힐데가르다)

2012년
- 하이스쿨 DxD (히메지마 아케노)
- 아마가미SS+ plus (모리시마 하루카)
- 요르문간드 (코코 헥마티아르)
- 맹렬 우주해적 (미사 그랜드우드)
- 하야테처럼! CAN'T TAKE MY EYES OFF YOU (카츠라 히나기쿠)
- 페어리 테일 (플레어 코로나)
- PSYCHO-PASS (쿠니즈카 야요이)

2013년
- 개와 가위는 쓰기 나름 (히이라기 스즈나)
- 하이스쿨 DxD (히메지마 아케노)
- 크레용 신짱 (오오하라 나나코)

2014년
- 시로바코 (나카타 에리, 이토 스즈카)
- 디 프래그! (타카오 부장)

### OVA
- 핑키 스트리트 (노리코, 여자1)
- 천공단죄 스컬터 헤븐 (마츠무라 미도리)

2004년
- 톱을 노려라2! (파시카 페시카 페르시쿰)

2005년
- I"s Pure (요시즈키 이오리)

2006년
- 네기마!? (카키자키 미사)
- 마리아님이 보고 계셔 3rd Season OVA (하세쿠라 레이)
- 스카이 걸즈 (이치죠 에이카)
- 작안의 샤나 OVA ~사랑과 온천의 야외학습!~ (빌헬미나 카멜)
- BALDR FORCE EXE RESOLUTION (카이라 킬스테인)

2007년
- 투하트2 OVA (코사카 타마키)

2008년
- 마리아님이 보고 계셔 OVA 팬디스크 (하세쿠라 레이)
- 투하트2 Another Days (코사카 타마키)

2009년
- 투하트2Another Days PLUS (코사카 타마키)

2010년
- 투하트2Another Days NEXT (코사카 타마키)

### 극장판 애니메이션
2006년
- 극장판 xxxHolic 한여름밤의 꿈(쿠노기 히마와리)

2008년
- 천원돌파 그렌라간 그렌(홍련)편(부타, 다리)

2009년
- 천원돌파 그렌라간 라간(나암)편(부타, 다리)

2016년
- 짱구는 못말려 극장판: 폭풍수면! 꿈꾸는 세계 대돌격(오오하라 나나코)

2020년
- 벰 : 비컴 휴먼(그레타)
- 극장판 짱구는 못말려: 격돌! 낙서왕국과 얼추 네 명의 용사들(가짜 나나코)

2021년
- 극장판 주술회전 0

### 웹 애니메이션
2014년
- 미소녀전사 세일러문 Crystal(아이노 미나코/세일러 비너스)

### 게임
2003년
- 베이그란츠 (에바) : 미사키 리나(三咲里奈) 명의

2004년
- 천공단죄 스켈터 헤븐 (마츠무라 미도리)
- 사무라이 스피리츠 제로SPECIAL (라쇼진 미즈키)
- 환상수호전IV (미즈키)
- 투하트2 (코우사카 타마키)

2005년
- 마법선생 네기마! 1교시 꼬마 선생님은 마법사! (카키자키 미사)
- 마비노X스타일 (카나세 히나노)
- Gift ~기프트~ PC판 (호카조노 린카) : 미사키 리나(三咲里奈) 명의
- 프린세스 윗치즈 (메이비스 윈슬렛) : 미사키 리나(三咲里奈) 명의
- 진해마경 (이그니스) : 미사키 리나(三咲里奈) 명의
- 마법선생 네기마! 2교시 싸우는 소녀들! 마호라 대운동회SP! (카키자키 미사)
- 마츠시마 비와코는 개조인간이다 (아마노 카스미) : 미사키 리나(三咲里奈) 명의
- Rhapsodia (미즈키)
- 새벽녘보다 유리색인 (리스릿 노엘) : 미사키 리나(三咲里奈) 명의
- 해피니스! PC판 (카미죠 사야) : 미사키 리나(三咲里奈) 명의
- 상황개시! (센쥬인 나츠키)
- 킬트 PC판 (키리에) : 미사키 리나(三咲里奈) 명의
- DUEL SAVIOR DESTINY PS2판 (히이라기 카에데)
- 코이모모 (니시키 아야카) : 미사키 리나(三咲里奈) 명의

2006년
- I"s Pure (요시즈키 시오리)
- 조이드 인피티니 EX NEO (코토나 엘레강스)
- 마브러브 올터네이티브 18금판 (카자마 토우코) : 미사키 리나(三咲里奈) 명의
- 알트 (세노오 미키, 카가미 쿄카) : 미사키 리나(三咲里奈) 명의
- 마법선생 네기마! 과외수업 소녀의 두근두근 피치 사이드 (카키자키 미사)
- 작안의 샤나 PS2판 (빌헬미나)
- 건퍼레이드 오케스트라 녹의 장 ~늑대와 그 소년~ (마키하라 히카루)
- PRINCESS WALTZ (후카모리 시즈카) : 미사키 리나(三咲里奈) 명의
- D.C.II ~다 카포II~ (코사카 마유키, 사쿠라이 요시유키(유년기), 아사쿠라 유키) : 미사키 리나(三咲里奈) 명의
- 가제트 트라이얼 (네이)
- 공주님 리리사쿠! (미사라) : 미사키 리나(三咲里奈) 명의
- 록맨 젝스 (판도라, 칼레)
- 브라반! -The bonds of melody- (아사기리 하루나) : 미사키 리나(三咲里奈) 명의
- EVE new generation PS2판 (에피)
- 마브러브 올터네이티브 전연령판 (카자마 토우코)
- 이나☆코이! ~여우 신령님과 여복의 저주 (쿠죠 히이나) : 미사키 리나(三咲里奈) 명의
- Gift -Prism- PS2판 (호카조노 린카)
- 새벽녘보다 유리색인 ~Brighter than dawning blue~ PS2판 (리스릿 노엘)
- 와일드 암즈 the Vth Vanguard (아우릴 반 프루루)
- ef - a fairy tale of the two. (히로노 나기) : 미사키 리나(三咲里奈) 명의

2007년
- Routes PE (리사 빅센)
- Routes PORTABLE (리사 빅센)
- 해피니스! 디럭스 PS2판 (카미죠 사야)
- 카타하네 (듀아 칼스테드): 미사키 리나(三咲里奈) 명의
- 루미너스 아크 (바넷사)
- 네기마!? 초 마호라 대전 츄 체크 인 전원집합! 역시 온천에 왔습니다. (카키자키 미사)
- 디 그레이맨 신의 사도들 (리나리 리)
- 작안의 샤나 DS판 (빌헬미나)
- 네기마!? どり〜むたくてぃっく꿈꾸는 소녀는 프린세스 (카키자키 미사)
- D.C.II Spring Celebration ~다 카포II~ 스프링 셀레브레이션 (코사카 마유키, 사쿠라이 요시유키(유년기)) : 미사키 리나(三咲里奈) 명의
- 네가 주인이고 집사가 나 PC판 (쿠온지 신라) : 미사키 리나(三咲里奈) 명의
- 이나☆코이! 팬 디스크 (쿠죠 히이나) : 미사키 리나(三咲里奈) 명의
- 퀼트 ~당신과 만드는 사랑과 꿈의 드레스~ PS2판 (키리에)
- 록맨 젝스 어드벤트 (판도라)
- 월면토병기 미나 -두 개의PROJECT M- (츠키시로 미나)
- xxxHOLiC ~와타누키의 16일 밤 초화~ (쿠노기 히마와리)
- 하야테처럼! 내가 로미오고 로미오가 나 (카츠라 히나기쿠)
- 마브러브 ALTERED FABLE (카자마 토우코) : 미사키 리나(三咲里奈) 명의
- 잭 & 위키 ~발바로스의 보물~ (로즈)
- MagusTale ~세계수와 사랑하는 마법사~ (세실 아벤센티아) : 미사키 리나(三咲里奈) 명의
- 내일의 너와 만나기 위해 (이즈미 사야) : 祢乃照果 명의

2008년
- 투하트2 AnotherDays (코우사카 타마키)
- 네가 주인이고 집사가 나 ~시중들기 일기~ PS2판 (쿠온지 신라)
- 하야테처럼! 아가씨 프로듀스 대작전 나의 색으로 물들어라! 저택편·학교편 (카츠라 히나기쿠)
- 얏타맨DS 깜짝깜짝 대작전이다코론 (얏타맨2호(아이))
- D.C. 다카포 II P.S. 플러스 시츄에이션 (코사카 마유키)
- ef - the latter tale. (히로노 나기) : 미사키 리나(三咲里奈) 명의
- Fate/unlimited codes (루비아제리타 에델펠트)
- こんぼく麻雀 ~こんな麻雀があったら僕はロン!~ (오오누키 시이) : 미사키 리나(三咲里奈) 명의
- 타유타마 -Kiss on my Deity- (키사라기 미후유) : 미사키 리나(三咲里奈) 명의
- 테일즈 오브 하츠 (이네스 로렌츠)
- 트윙클☆크루세이더스 (쿠죠 헤레나)

2009년
- 아마가미 (모리시마 하루카)
- 새벽녘 전보다 유리색인 ~Moonlight Cradle~ (리스릿 노엘) : 미사키 리나(三咲里奈) 명의
- 타유타마 -It's happy days- (키사라기 미후유) : 미사키 리나(三咲里奈) 명의
- 천신난만 -LUCKY or UNLUCKY!?- (우노하나노사쿠야히메) : 타카시 마야 (高志麻矢) 명의
- 진지하게 날 사랑해! (크리스티아네 프리드리히) : 미사키 리나(三咲里奈) 명의

2011년
- 투하트2 DX PLUS (코우사카 타마키)
- 투하트2 던전 트래블러즈 (코우사카 타마키)
- 메이플스토리 (메르세데스)

2012년
- 진지하게 날 사랑해!!S (크리스티아네 프리드리히) : 미사키 리나(三咲里奈) 명의

### 더빙
- GAME OF LIFE(다니엘라)
- 심령사진(네트)
- 스쿠비 두 2 몬스터 패닉
- Nip/Tuck(킴버 헨리)
- 히로익 듀오 영웅수사선(브렌다)
- 유성학원2 ~꽃보다 남자~(미미)
- 엉망진창 스티븐스가(토미)
- 러시아워 3(스얀)
- Star Wars: The Clone Wars (아소카 타노)
- 사랑비(백혜정(손은서))

### 라디오
- 개운☆야망신사 - 나바타메 히토미와 공동진행（인터넷 라디오：2003년 12월 - 2004년 3월)
- 개운☆☆야망신사（인터넷 라디오：2004년 8월 - 2005년 1월)
- ☆개운☆야망신사☆ (인터넷 라디오：2005년 8월 - 2008년 9월)
- GENEON Presents 주간애니메프레스 STARSHIP CHANNEL（BSQR489：2005년1월 - 3월)
- 모레의 방향 웹라디오, 아사라지。- 후지무라 아유미와 공동진행 (란티스 웹라디오、BEAT☆Net Radio!：2006년8월 - 2006년12월)
- 라디오 펌프킨・시저스 이곳은 육정3과 방송국（온센：2006년9월 - 2007년5월)
- Radio ToHeart2 - 오치아이 유리카와 공동진행 (애니메이트TV・온센：2005년10월 - 2008년1월/라디오 칸사이：2006년4월 - 2007년3월) (2007년9월까지 메인퍼스널리티였다)
- RADiO트윙클☆크루세이더즈 - 코야마 키미코와 공동 진행 (온센：2007년 9월 - 2008년 11월)
- 시즈카와 마리야의 코이이로 리미티드 - 이세 마리야와 공동 진행. (2009년 3월 23일 - 7월 27일)
- 바닷바람방송국～미나토STATION라디오！ ～네가 주인이고 집사가 나～(인터넷 라디오：2008년 2월 - 2010년 1월 15일) - 고토 유코와 공동 진행
- 하야테처럼!! 하야☆라지 - 시라이시 료코와 공동 진행. (인터넷 라디오, 2009년 6월 19일 - 2010년 3월 26일)